# Lonja de Barcelona
La Lonja de Barcelona (en catalán: Llotja de Barcelona) o Lonja de Mar (en catalán: Llotja de Mar) es un edificio situado en el paseo de Isabel II, en el distrito de Ciudad Vieja de Barcelona. Antiguamente era lugar de reunión de los mercaderes de la ciudad, y estaba destinado a la contratación. El edificio neoclásico actual del siglo XVIII es el sucesor de otras construcciones más antiguas como el antiguo edificio medieval, una de las mejores construcciones del gótico civil en doble planta del Mediterráneo.

## Historia

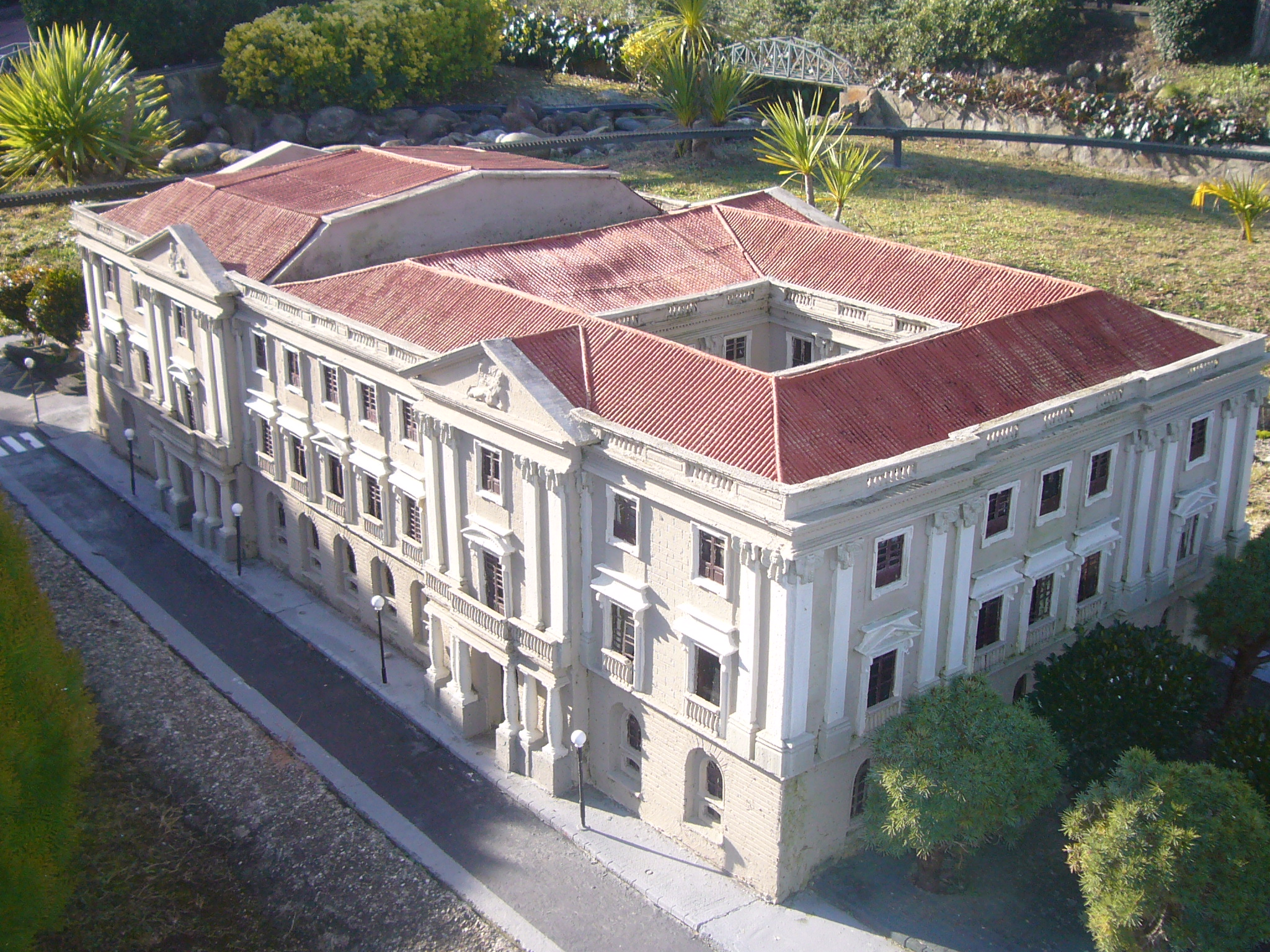
Maqueta del edificio en Cataluña en Miniatura.

Pere Llobet levantó un porche entre los años 1352 y 1357 al lado de la playa, en el lugar donde, posiblemente, había uno anterior. Más tarde, en 1358, se añadió una capilla. Esta construcción, que probablemente quedó inacabada, pronto resultó pequeña y Pedro el Ceremonioso autorizó la construcción de una gran sala cerrada (la que todavía se conserva) que, además, protegía a los comerciantes de las inclemencias del tiempo y de los efectos del mar.
Pere Arvei fue el arquitecto encargado de dirigir las obras, que se desarrollaron entre 1384 y 1397. Se trata de una gran sala de tres naves separadas por arcadas de medio punto sostenidas por cuatro columnas. El techo es de madera. Aunque desde 1397 estaba en funcionamiento, más adelante se fueron añadiendo otras construcciones, como el piso superior donde se situaba el Consulado del Mar (1457-1459), construido bajo la dirección de Marc Safont. Disponía de un patio y de una pequeña capilla, levantada entre 1452-1453.
Con motivo del matrimonio del archiduque Carlos de Austria y la princesa alemana Isabel Cristina de Brunswick, el Palacio de la Lonja de Mar de Barcelona fue escenario de la representación el 2 de agosto de 1708 de la primera ópera italiana en Cataluña: Il più bel nome ("El más bello nombre"), del compositor veneciano Antonio Caldara.
El edificio sufrió los efectos del sitio de 1714 y se convirtió en cuartel. Más tarde fue recuperado para la ciudad y se decidió modernizar el edificio. Joan Soler i Faneca fue el encargado de la remodelación. Las obras se desarrollaron entre 1774 y 1802, y las acabaron los arquitectos Tomàs Soler i Ferrer —hijo de Soler Faneca— y Joan Fàbregas. De esta ampliación cabe destacar el conjunto exterior que cubre totalmente el salón gótico (Salón de Contrataciones), las salas neoclásicas de la Junta de Comercio y el patio, donde se conserva la fuente de Neptuno, de Nicolau Travé.
Desde 1775 se estableció la Escuela Gratuita de Diseño, que dio lugar a la Escuela de Artes y Oficios de Barcelona (conocida como Escuela de la Lonja) y la Real Academia Catalana de Bellas Artes de San Jorge, que todavía ocupa la parte superior, aunque la escuela ya no se encuentra en este edificio.
Fue la sede durante muchos años de la Bolsa de Barcelona. Actualmente lo es de la Cámara de Comercio de Barcelona y de la Real Academia de Bellas Artes de San Jorge, la cual conserva un importante fondo de arte.

## El edificio

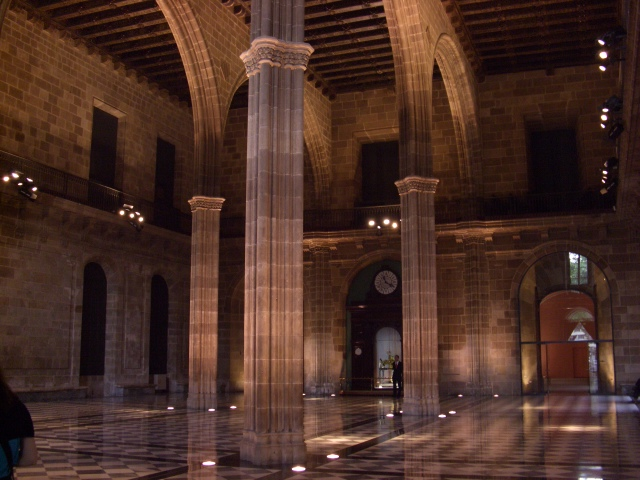
Salón de la Contratación.

La construcción tiene una altura de 22 metros y sus fachadas están rematadas por 4 frontones cuya importancia señala la de la calle por la que se accede --o la importancia que tenía en la época de construcción: al inaugurarse, no existía aún el Paseo de Isabel II, ocupado por la Muralla de Mar.
Destaca de la época medieval el Salón de la Contratación, una gran sala de 14 metros de altura, con 4 columnas y 6 arcos que sostienen los forjados de madera del piso superior. Se pueden observar en las enjutas de los arcos los escudos del rey y de la ciudad alternados, ya que la construcción del edificio fue impulsada por Pedro IV de Aragón y el Consejo de Ciento.
El edificio moderno es la obra más importante del neoclasicismo en Barcelona. Destaca en el tratamiento de las fachadas, el patio y la espléndida escalera, con un trabajo modélico de estereotomía de la piedra. El patio y la escalinata están decorados con diversas esculturas: destaca la Fuente de Neptuno, de Nicolau Travé, a cuyos pies se encuentran dos nereidas de Antoni Solà; en las esquinas del patio hay cuatro hornacinas con alegorías de continentes: Europa y Asia, de Josep Bover, y África y América, de Manuel Olivé; por último, a los pies de la escalinata hay dos alegorías del Comercio y la Industria, de Salvador Gurri.
Algunas de las salas de la planta noble mantienen la decoración del momento y conservan numerosas obras de arte. Entre ellas destaca, en el Salón Dorado, la escultura Lucrecia, de Damià Campeny, una de las grandes obras de la escultura neoclásica europea.
El edificio ha sido sede del Consulado del Mar y de la Real Junta Particular de Comercio de Barcelona, entre otras instituciones. Actualmente es la sede coporativa de la Cámara Oficial de Comercio, Industria y Navegación de Barcelona. 
Aloja, en las plantas superiores, la Real Academia Catalana de Bellas Artes de San Jorge, con un importante museo de obras de arte, especialmente de los siglos XVIII y XIX.

## Galería de imágenes

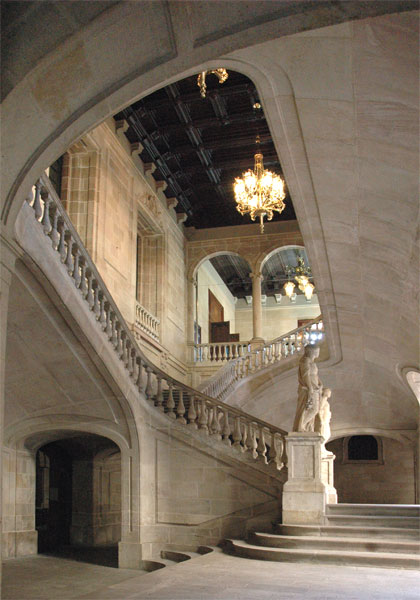
Escalinata neoclásica
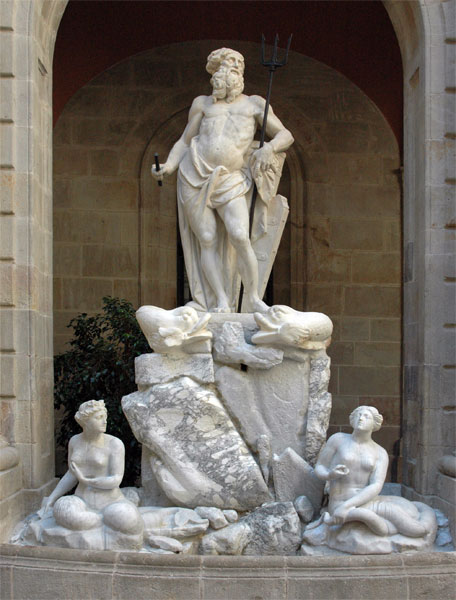
Fuente de Neptuno
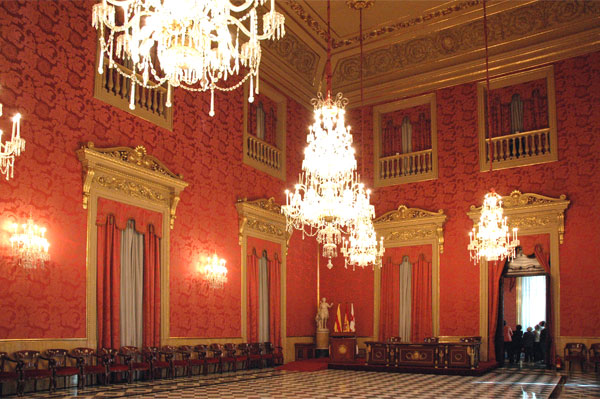
Salón Dorado
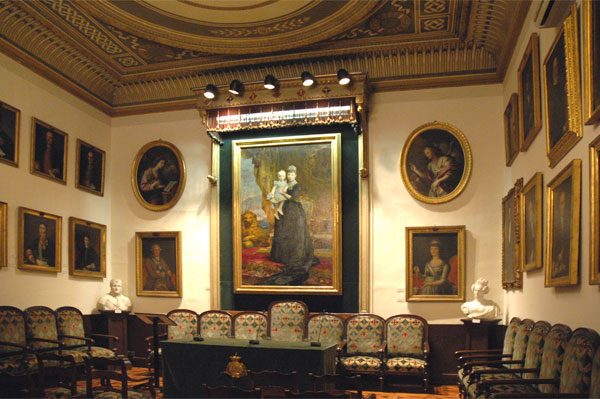
Real Academia de Bellas Artes
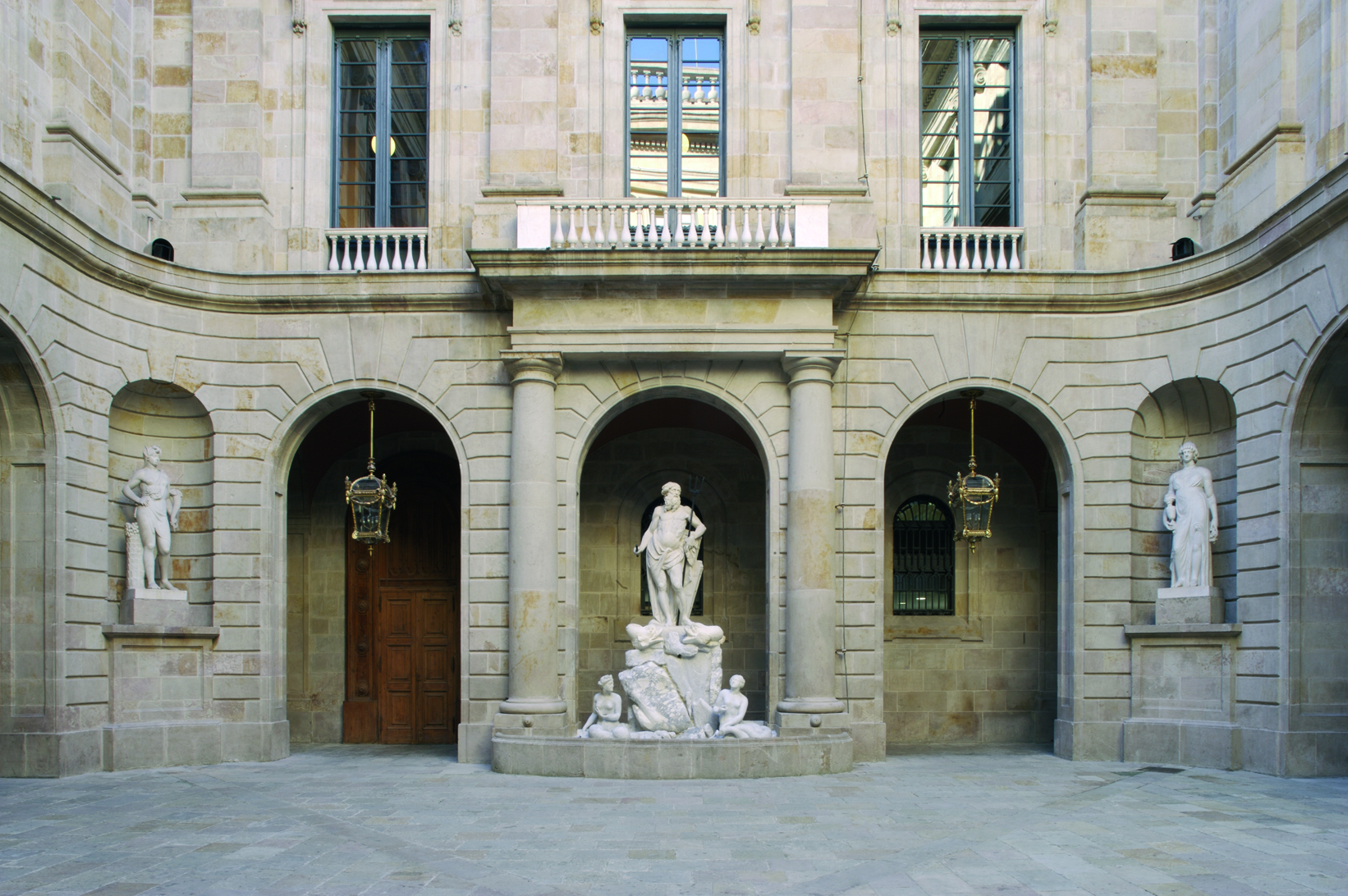
Patio de la Lonja